# Cross Purposes
Cross Purposes — сімнадцятий студійний альбом гурту Black Sabbath, представлений 1 січня 1994 року на лейблі I.R.S. Records.

## Про альбом
Після виходу із гурту Ронні Джеймса Діо та Вінні Аппісі у 1992 році, Тоні Айоммі і Ґізер Батлер розпочали готувати матеріал для нового альбому. Передбачалося, що він буде записаний разом із Оззі Осборном, проте переговори що його участі затягнулись. У результаті до складу гурту були запрошені вокаліст Тоні Мартін, котрий вже співав у Black Sabbath, і новий барабанщик Боббі Рондінеллі, котрий раніше грав у Rainbow і Blue Öyster Cult. Бажаючи уникнути конфлікту із Оззі Осборном через права на назву гурту, Айоммі і Батлер спочатку пропонували випустити альбом під власним іменем як спільну роботу, проте в результаті диск був виданий як альбом Black Sabbath. На підтримку платівки було проведено концертний тур, після якого було видано концертний альбом Cross Purposes Live.

## Список пісень
Автор всіх пісень — Тоні Мартін, Тоні Айоммі і Ґізер Батлер. Пісня «Evil Eye» була написана Мартіном, Айоммі і Батлером спільно із Едді ван Галеном, але про це не було вказано на обкладинці.
| #   | Назва                                                       | Тривалість |
| --- | ----------------------------------------------------------- | ---------- |
| 1.  | «I Witness»                                                 | 4:56       |
| 2.  | «Cross of Thorns»                                           | 4:32       |
| 3.  | «Psychophobia»                                              | 3:16       |
| 4.  | «Virtual Death»                                             | 5:49       |
| 5.  | «Immaculate Deception»                                      | 4:15       |
| 6.  | «Dying for Love»                                            | 5:53       |
| 7.  | «Back to Eden»                                              | 3:57       |
| 8.  | «The Hand That Rocks the Cradle»                            | 4:31       |
| 9.  | «Cardinal Sin»                                              | 4:20       |
| 10. | «Evil Eye»                                                  | 5:58       |
| 11. | «What's the Use? (додаткова композиція японського видання)» | 3:03       |

## Учасники запису
- Тоні Мартін — вокал
- Тоні Айоммі — гітара
- Ґізер Батлер — бас-гітара
- Боббі Рондінеллі — ударні
- Джефф Ніколс — клавішні

## Чарти
| Чарт (1994)                                  | Найвища позиція |
| -------------------------------------------- | --------------- |
| Австрія Austrian Albums (Ö3 Austria)         | 23              |
| Нідерланди Dutch Albums (MegaCharts)         | 85              |
| Finnish Albums (The Official Finnish Charts) | 9               |
| Німеччина German Albums (Offizielle Top 100) | 32              |
| Japanese Albums (Oricon)                     | 32              |
| Швеція Swedish Albums (Sverigetopplistan)    | 9               |
| Швейцарія Swiss Albums (Schweizer Hitparade) | 41              |
| Велика Британія UK Albums (OCC)              | 41              |
| США Billboard 200                            | 122             |